# Shweta Gulati
Shweta Gulati (Bombaim, 29 de maio de 1979) é uma atriz e cantora indiana que interpreta Tia Ahuja na série do canal StarOne Remix. Shweta Gulati também tem uma carreira de cantora e já gravou tres álbuns junto com o grupo pop indiano Remix Gang que teve seu fim em 2007. Em 2009, Shweta lançara seu primeiro álbum solo com previsão para Agosto.

## Filmografia
| Filmes    | Filmes          | Filmes              | Filmes       |
| Ano       | Filme           | Personagem          | Notas        |
| --------- | --------------- | ------------------- | ------------ |
| 2009      | Detective Naani | "?"                 |              |
| Televisão |                 |                     |              |
| Ano       | Filme           | Personagem          | Notas        |
| 2004      | Shagun          | Mitch Tiluny        | Coadjuvante  |
| 2005-2006 | Remix           | Tia Ahuja           | Protagonista |
| 2008      | Amber Dhara     | Sonia Jaiswal       | Celebridade  |
| 2008      | Dill Mill Gaye  | Dr. Nikita Malhotra | Protagonista |

## 2009: Carreira Solo

### Álbuns
- 2009: Shweta Gulati